# Provinca San José de Ocoa
San José de Ocoa (španska izgovarjava: [ˈsaŋ xoˈse ðe oˈko.a]) je ime province in istoimenskega glavnega mesta v  Dominikanski republiki. Provinca je nastala 1. januarja 2000 z ločitvijo od province Peravie. Starejša statistika in zemljevidi to provinco večinokrat vključujejo v staro, obsežnejšo Peravio. 

## Občine in občinski okraji
Provinca je bila 20. junija 2006 razdeljena na naslednje občine in občinske okraje (D.M.-je):
- Rancho Arriba
- Sabana Larga
- San José de Ocoa
  - El Pinar (D.M.)
  - La Ciénaga (D.M.)
  - Nizao-Las Auyamas (D.M.)

Spodnja tabela prikazuje števila prebivalstev občin in občinskih okrajev iz popisa prebivalstva leta 2012. Mestno prebivalstvo vključuje prebivalce sedežev občin/občinskih okrajev, podeželsko prebivalstvo pa prebivalce okrožij (Secciones) in sosesk (Parajes) zunaj okrožij.
| Občina                    | Skupno | Mestno prebivalstvo | Podeželsko prebivalstvo |
| ------------------------- | ------ | ------------------- | ----------------------- |
| Rancho Arriba             | 12,586 | 3,985               | 8,601                   |
| Sabana Larga              | 12,698 | 7,693               | 5,005                   |
| San José de Ocoa          | 57,174 | 42,281              | 14,893                  |
| Provinca San José de Ocoa | 82,458 | 53,959              | 28,499                  |

Za celoten seznam občin in občinskih okrajev države, glej Seznam občin Dominikanske republike.  